# Йогачидоліт
Йогачидоліт (рос. йогачидолит; англ. johachidolite; нім. Johachidolit m) – мінерал, водний флуороборат натрію, кальцію та алюмінію острівної будови.

## Етимологія та історія
Названий за місцем першознахідки - Йохачідо в Північній Кореї, регіон Сангпал-тон.

## Загальний опис
Хімічна формула: Са3Na2Al4[(F,OH)BO3]5.
Сингонія ромбічна.
Форми виділення – зерна і пластинчасті маси.
Густина – 3,4.
Твердість – 6,5-7.
Безбарвний і прозорий.
Зустрічається в нефелінових жилах округу Йогачідо, Корея.